# Lenette van Dongen
Lenette van Dongen (Zaandam, 1 december 1958) is een Nederlands cabaretière en zangeres.

## Loopbaan
Na een opleiding aan de Nel Roos Balletacademie had Van Dongen in Uithoorn enige tijd haar eigen dansschool. Na een succesvolle auditie voor de Kleinkunstacademie verkocht ze haar school.
Van Dongen debuteerde in de musical Cabaret en speelde vervolgens in onder andere Jeans en Adèle in Casablanca. In 1989 speelde ze met Peter Lusse en Hans van Gelder in het theaterprogramma Pappenheim.
Sinds 1993 treedt zij op met solo-cabaretvoorstellingen. In 2004 won ze samen met Spinvis de Annie M.G. Schmidt-prijs. In het seizoen 2003/2004 speelde ze een hoofdrol in de musical Mamma mia! als alternate van Simone Kleinsma. Eerder speelde Van Dongen in de musical Tsjechov naast onder anderen Boudewijn de Groot. 
Sinds 2009 trekt zij weer langs de theaters met haar cabaretvoorstellingen.

## Shows
- Mag het wat zachter? (1993)
- Nee, nee en nog eens nee! (1995)
- Jagadamba (1998)
- Een echte Van Dongen (1999)
- Vedette (2003)
- Rafels (2005)
- Doe maar! (musical, rol van Flora, 2007)
- Nikè (2008)
- Hoogseizoen (2010)
- Roedel (2013)
- Tegenwind (2015)
- Paradijskleier (2018)
- Dat doet ze anders nooit (2022)

## Cd's met liedjes uit de shows
- Denk je dat het goed komt (1994)
- Jagadamba (1998)
- Een echte Van Dongen (1999)
- Vedette (2003)
- Lenette zingt Rafels (2006)
- Doe maar! (2006)

## Dvd's
- Een echte Van Dongen (1999)
- Vedette (2003)
- Doe maar! (2007)
- Nikè (2010)
- Hoogseizoen (2012)
- Roedel (2015)

## Boeken
- Lenette (2005, columns uit de Opzij)
- Morgen ga ik weer van hem houden (2008, columns, voornamelijk uit Opzij)

## Televisie
- Nationale wetenschapsquiz (24 december 2004, VPRO, presentatie samen met Karen van Holst Pellekaan)
- Maestro (najaar 2012, AVRO, winnaar)
- Popster! (als jurylid miss Izzy)
- Meest gevaarlijke wegen (2016), samen met Arjan Ederveen naar Bolivia
- The Passion 2016 (verteller)
- De Kist (2018, gast)
- Secret Duets (2022, secret singer)

## Prijzen
- Stad Rotterdam Prijs (1993)
- Pall Mall Exportprijs (1993)
- TheaterAffichePrijs (2000, voor Een echte Van Dongen)
- Annie M.G. Schmidt-prijs (2004, samen met Spinvis)
- Gouden Harp (2004)[1]
- Nominatie Poelifinario (2009, voor Nikè)
- Nominatie Poelifinario (2016, voor Tegenwind)
- Poelifinario (2019, voor Paradijskleier)